# Аманда Лайтфут
Ама́нда Ла́йтфут (англ. Amanda Lightfoot; нар. 31 січня 1987, Ковентрі, Велика Британія) — британська біатлоністка, учасниця Чемпіонатів світу з біатлону та етапів Кубка світу з біатлону.

## Виступи на Чемпіонатах світу
| Рік  | Міце проведення      | Інд | Спр | Пр  | МС | Ест | ЗМ |
| 2009 | Пхьончхан            | 104 | 105 |     |    | 21  |    |
| 2011 | Ханти-Мансійськ      | 34  | 54  | LAP |    | LPD | 19 |
| 2012 | Рупольдінг           | 59  | 36  | 43  |    | LPD | 24 |
| 2013 | Нове Место-на-Мораві | 95  | 58  | 52  |    | LPD | 26 |

## Кар'єра в Кубку світу
- Дебют в кубку світу — 21 грудня 2008 року в естафеті в Гохфільцені — 18 місце.
- Перше попадання в залікову зону — 9 березня 2011 року в індивідуальній гонці в Ханти-Мансійську (в рамках Чемпіонату світу) — 34 місце.

За всі роки виступів на етапах кубка світу Аманді лише двічі вдалося потрапити до залікової зони. У 2011 році на Чемпіонаті світу вона була 34 в індивідуальній гонці, а на наступному Чемпіонаті світу, що проходив в німецькому Рупольдінгу — стала 36-ю в спринті. Попри такі скромні результати Аманда наразі є найкращою діючою біатлоністкою Британії.

## Загальний залік в Кубку світу
- 2010–2011 — 90-е місце (7 очок)
- 2011–2012 — 92-е місце (5 очок)

## Статистика стрільби
| № п/п | Сезон     | Загальна        | Індивідуальна гонка | Спринт        | Гонка переслідування | Мас-старт  | Естафета      |
| ----- | --------- | --------------- | ------------------- | ------------- | -------------------- | ---------- | ------------- |
| 1     | 2008-2009 | 56,8% (42/74)   | 50,0% (10/20)       | 60,0% (6/10)  | 0,0% (0/0)           | 0,0% (0/0) | 59,1% (26/44) |
| 2     | 2009-2010 | 71,7% (43/60)   | 60,0% (12/20)       | 77,5% (31/40) | 0,0% (0/0)           | 0,0% (0/0) | 0,0% (0/0)    |
| 3     | 2010-2011 | 77,1% (131/170) | 86,3% (69/80)       | 80,0% (48/60) | 0,0% (0/0)           | 0,0% (0/0) | 46,7% (14/30) |
| 4     | 2011-2012 | 82,6% (114/138) | 85,0% (34/40)       | 80,0% (32/40) | 90,0% (18/20)        | 0,0% (0/0) | 78,9% (30/38) |
| 5     | 2012-2013 | 68,5% (85/124)  | 62,5% (25/40)       | 68,0% (34/50) | 80,0% (16/20)        | 0,0% (0/0) | 71,4% (10/14) |